# Highgate Wood
Highgate Wood est une forêt ancienne de 28 hectares au nord de Londres, située entre East Finchley, Highgate Village et Muswell Hill. Il faisait à l'origine partie de l'ancienne forêt de Middlesex, qui couvrait une grande partie de Londres, du Hertfordshire et de l'Essex, et était mentionné dans le Domesday Book. Il se situe dans le quartier londonien de Haringey, mais appartient et est géré par la City of London Corporation. 
Le London Borough of Haringey contient quatre anciens bois. Il s'agit des bois Highgate, Queen's, Coldfall et Bluebell. Highgate Wood figure sur la carte de Middlesex datée de 1886, dans sa forme actuelle, mais connue sous le nom de "Gravelpit Wood". 

## Faune et flore
La flore et la faune dans le bois ont été gérées à des degrés divers par les humains à travers les âges. 
Highgate Wood, à prédominance de bois de chêne, de charme et de houx, abrite également plus de 50 autres espèces d'arbres et d'arbustes qui s'y sont auto-ensemencées. L'alisier torminal, un arbre à feuilles caduques rare avec des baies brunes, peut être trouvé dans le bois de Highgate. Sa présence est communément considérée comme un indicateur des forêts anciennes. 
71 espèces d'oiseaux différentes ont été répertoriées, aux côtés des renards, des écureuils gris, au moins quatre (Pipistrelle, chauve-souris de Natterer, Noctule commun et la rare chauve-souris de Leisler) et jusqu'à sept espèces de chauve-souris, 180 espèces de papillons de nuit et 12 espèces de papillons et 80 espèces d'araignées . 

## Artéfacts humains

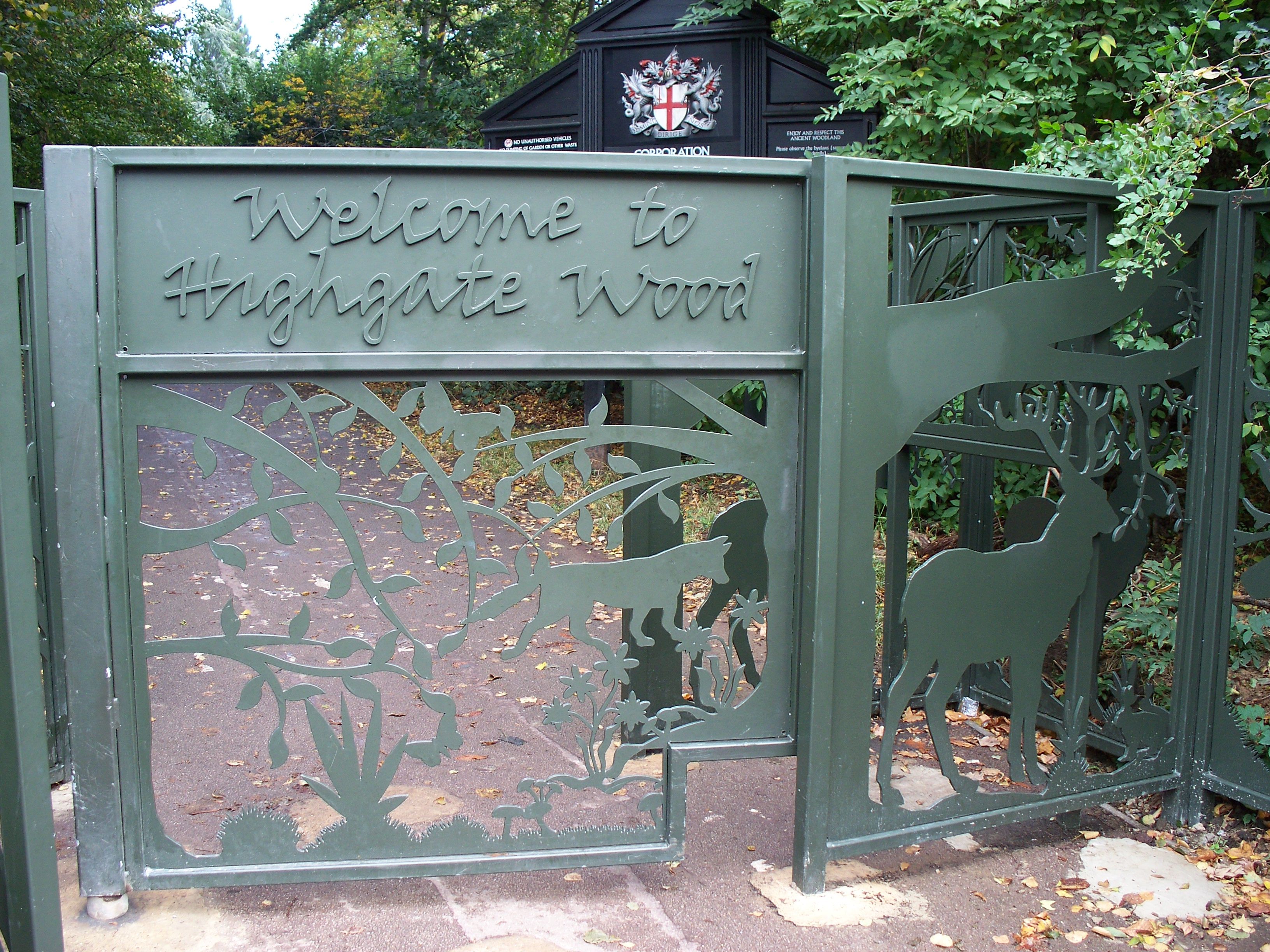
Portes d'entrée à Highgate Wood

Des silex préhistoriques ont été trouvés dans le bois. Des fouilles sur la crête à l'extrémité nord du bois ont montré que les Romano-Britanniques produisaient de la poterie à partir de matériaux locaux entre 50 et 100 de notre ère. 
Un ancien terrassement traverse le bois. Cela peut avoir fait partie d'une enceinte pour les cerfs pendant la période médiévale lorsque l'évêque de Londres était propriétaire du bois. Cependant, il pourrait également s'agir d'une frontière préhistorique ou d'un travail défensif. 

## La possession
En 1886, la City of London Corporation acquit ce qui était à l'époque connu sous le nom de Gravelpit Wood (ainsi nommé en 1863 en raison d'une gravière utilisée comme source de gravier pour les routes du district) sans frais aux Commissaires ecclésiastiques à condition qu'il s'agisse "maintenue à perpétuité au profit des Londoniens ". Il a été renommé Highgate Wood et est depuis détenu et géré par la Société. 

## Soins et gestion
Récemment, les pratiques de gestion ont été beaucoup plus favorables qu'autrefois pour la faune et à la flore indigènes du Wood. Certaines zones ont été clôturées pour permettre la régénération de la végétation sans piétinement, et le bois mort est autorisé à se décomposer «in situ» — au grand bénéfice des champignons saprophytes et d'un large éventail d'invertébrés. 

## Réserve naturelle
Highgate Wood est un site d'importance métropolitaine pour la conservation de la nature. Il est également classé comme l'un des huit sites Green Heritage à Londres. 

## Équipements

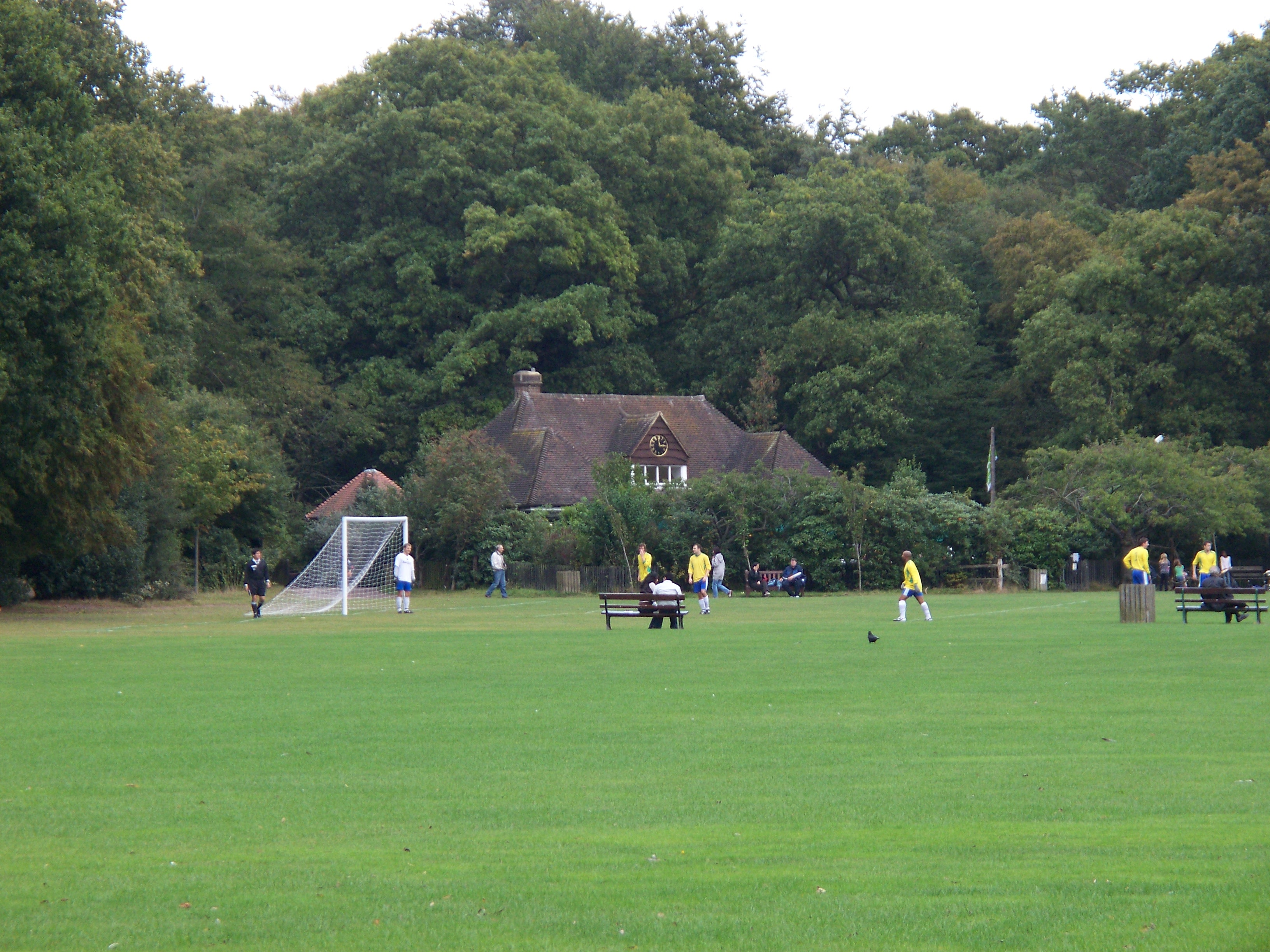
Pavillon et terrain de football, Highgate Wood

Outre un terrain de football et un terrain de cricket, le Highgate Wood possède une aire de jeux pour enfants, un café et un centre d'information. 

## Transport et accès
Highgate Wood est facilement accessible depuis la gare de Highgate, sur la ligne nord du métro de Londres. Il est adjacent à la route A1 et est situé à environ 10 km au nord de Charing Cross, à l’intérieur de la région métropolitaine de Londres. 